# Patkul (pomnik przyrody)
Patkul – pomnik przyrody, głaz narzutowy barwy szarej zlokalizowany na Rynku w Kazimierzu Biskupim.
Głaz początkowo znajdował się na miejscu kaźni generała Jana Reinholda Patkula, na łące pod Kazimierzem, którą nazwano Patkulką. Na Rynek kamień przeniesiono, gdy Kopalnia Węgla Brunatnego „Konin” zajęła północną część miejscowości. Patkul, inflancki patriota narodowości łotewskiej, działał w służbie króla polskiego Augusta II przeciw Szwedom. Sasi wydali go Karolowi XII, a ten skazał go na śmierć za zdradę stanu w 1707. Więziony był w lochach klasztornych w Lądzie nad Wartą, a następnie stracono go w Kazimierzu Biskupim – najpierw odcięto mu uszy, palce rąk i nóg, nos i genitalia, następnie łamano go kołem, a ostatecznie ścięto. Porąbane szczątki porozwieszano na okolicznych drzewach ku przestrodze. Narzędzia tortur Patkula oglądać można w Muzeum Regionalnym w Puławach, a dwukilogramową kłódkę w Muzeum Regionalnym w Słupcy.
Wydarzenia powyższe upamiętnia głaz Patkul o regularnym kształcie i obwodzie 285 cm. Posiada wyryty głęboko napis Patkul 10/X.1707.